# Château Régis

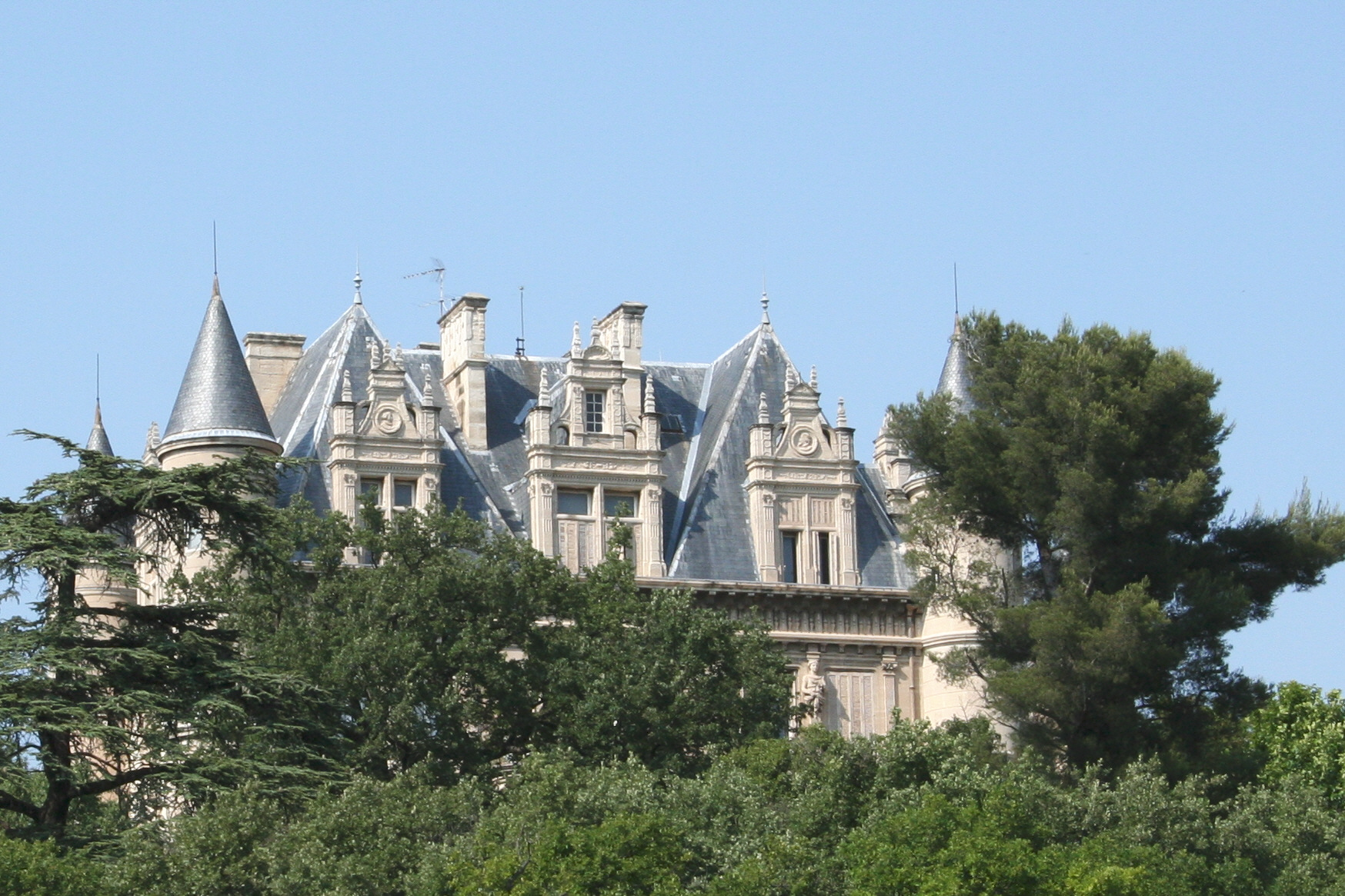
Château Régis, 2011

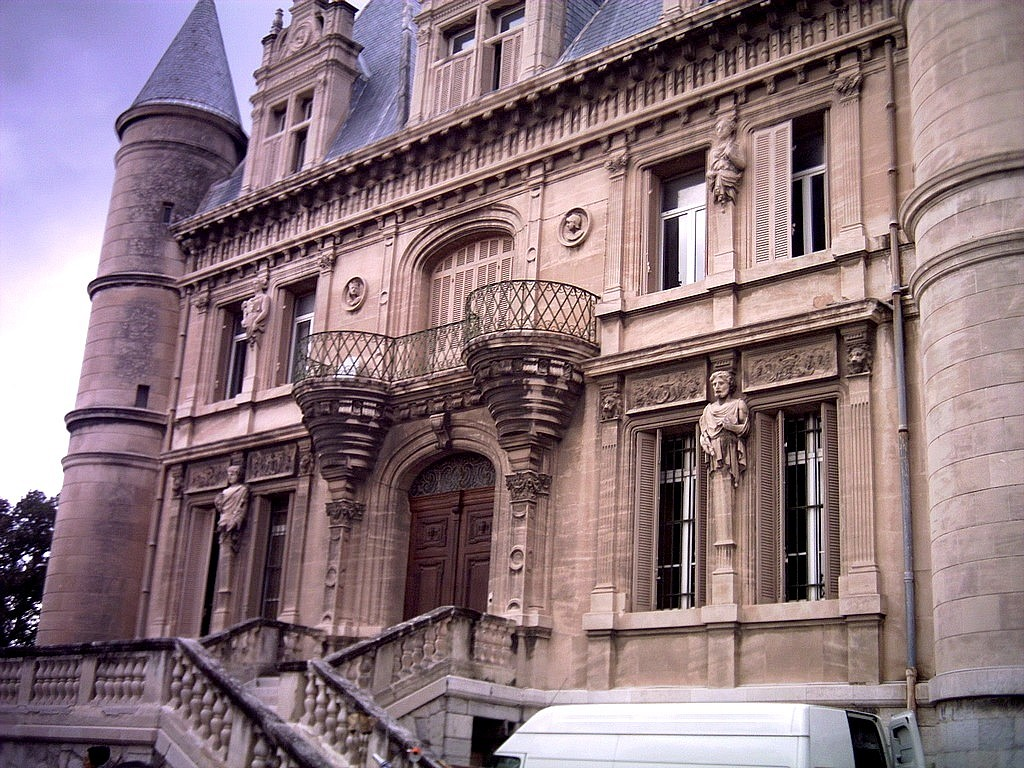
Hauptfassade, 2005

Das Château Régis ist ein denkmalgeschütztes Schloss im französischen Marseille.

## Geschichte
Das Gebäude aus dem 19. Jahrhundert wurde von den Marseiller Architekten Sixte Rey und Vaud für den Kaufmann und Reeder Louis Régis projektiert, der gleichzeitig der Namensgeber von Château Régis ist. Es wurde zwischen 1860 und 1865 errichtet und ist eine Nachahmung des Schlosses Chenonceau. Für die äußerliche Gestaltung zeichnet der Bildhauer Émile Aldebert verantwortlich. Das Schloss, der Bergfried und der Park sind seit dem 3. Oktober 1996 als Monument historique eingestuft.
Auf dem Gelände fanden ab 26. und 27. Dezember 2008 für einige Jahre die administrativen und technischen Abnahmen des Africa Eco Race statt.
Château Régis beherbergt heutzutage eine private katholische Schule, das College Notre-Dame de la Jeunesse.

## Lage
Château Régis befindet sich in der 59 avenue de Saint-Menet in Saint-Menet, einem Stadtviertel des 11. Arrondissement. In der Nähe befindet sich das Château de la Reynarde, dessen Eigentümer zum damaligen Zeitpunkt ebenfalls Louis Régis war.